# Sphaenognathus rotundatus
Sphaenognathus rotundatus es una especie de coleóptero de la familia Lucanidae.

## Distribución geográfica
Habita en Venezuela.